# Plénisette
Plénisette é uma comuna francesa na região administrativa de Borgonha-Franco-Condado, no departamento de Jura. Estende-se por uma área de 2,61 km². Em 2010 a comuna tinha 27 habitantes (densidade: 10,3 hab./km²).